# Чэнь (царство)

Чэнь — малое вассальное государство династии Чжоу во время периода Чуньцю китайской истории. Это было относительно небольшое государство, располагавшееся вокруг городского центра в районе нынешнего уезда Хуайян (в Чжоукоу на востоке провинции Хэнань). В период своего существования Чэнь находилось в южной части китайской цивилизации, гранича с царством Чу.
Представители правящей династии Чэнь считали себя потомками легендарного императора Шуня. Традиционно считается, что после завоевания государства Шан примерно в 1046 г. до н. э. основатель династии Чжоу У-ван разыскал Гуй Маня, потомка Шунь, и объявил его вассальным правителем под именем Ху Чэнь.
Рост политической важности Чэнь как бастиона на границе с усиливающимся царством Чу отразился в очерёдности упоминания хоу (侯 "маркизы") царств Чэнь и Вэй в «Цзо чжуань». До 15-го года Чжуан-гуна Вэй предшествует Чэнь (что существенно в аристократической иерархии Чуньцю), а затем очерёдность становится обратной.
Позднее Чэнь стало сателлитом Чу, принимая участие в альянсе с ним в битве при Чэнпу, а в 479 г. до н. э. было полностью аннексировано царством Чу. После этого многие бывшие подданные Чэнь взяли себе это фамилию, и именно их потомки составляют в настоящее время в Китае большинство людей с фамилией Чэнь. После захвата в 278 до н.э. царством Цинь старой столицы Чу — Ин, Чэнь на какое-то время стало столицей Чу.

## Дом княжества Чэнь

Китайские государства эпохи Чуньцю (5-й век до н. э.)

- Ху-гун (Гуй) Мань, потомок Юя. Владение даровано У-ваном.
- Шэнь-гун Си-хоу.
- Сян-гун Гао-ян.
- Сяо-гун Ту.
- Шэнь-гун Юй-жун.
- Ю-гун Нин. (854)-832 до н. э.
- Си-гун Сяо. 831—796 до н. э.
- У-гун Лин. 795—781 до н. э.
- И-гун Юэ. 780—778 до н. э.
- Пин-гун Се. 777—755 до н. э.
- Вэнь-гун Юй. 754—745 до н. э.
- Хуань-гун Бао. 744—707 до н. э.
- Ли-гун То. 706—700 до н. э.
- Ли-гун Яо. 700 до н. э. (без эры)
- Чжуан-гун Линь. 699—693 до н. э.
- Сюань-гун Чу-цзю. 692—648 до н. э.
- Му-гун Куань. 647—632 до н. э.
- Гун-гун Шо. 631—614 до н. э.
- Лин-гун Пин-го. 613—599 до н. э.
- Чэнь-хоу Ся Чжэн-шу. 599 до н. э. (без эры)
- Чэн-гун У. 598—569 до н. э.
- Ай-гун Жо. 568—534 до н. э.
- Чэнь-цзюнь Лю. 534 до н. э. (без эры)
- Хуэй-гун У. 533—506 до н. э.
- Хуай-гун Лю. 505—502 до н. э.
- Минь-гун Юэ. 501—479 до н. э.

1. ↑  DUKE ZHUANG XV.1; XVI.4 Архивная копия от 27 декабря 2013 на Wayback Machine